# Lochy Watykanu
Lochy Watykanu (Les Caves du Vatican) – powieść André Gide'a z 1914 roku. Przełożona na język polski przez Tadeusza Boya-Żeleńskiego. Autor nie uważał książki za powieść, ale za "sotie", farsę w starofrancuskim stylu.

## Fabuła
Rok 1890: Paryski powieściopisarz wicehrabia Julius de Baraglioul jest ultrakatolikiem, jego szwagier Antym Armand-Dubois, naukowiec przeprowadzający w Rzymie doświadczenia na zwierzętach, wolnomyślicielem, masonem. Nie potrafią się pogodzić w tej sprawie, jednak Antym zostaje w końcu katolikiem po cudownym uleczeniu z ischiasu, co Kościół wykorzystuje do celów propagandowych. Antym popada w biedę w Mediolanie po odwróceniu się od masonów, a Kościół nie udziela mu obiecywanej pomocy materialnej; po kilku latach powracają też bóle. Rok 1893 lub później: Grupa fałszywych duchownych pod wodzą m.in. niebezpiecznego i przebiegłego Włocha Protosa, "krzepkiego i tęgiego chwata", człowieka o wielu przebraniach, rozpuszcza plotkę, że papież Leon XIII został uwięziony przez masonów w Zamku Świętego Anioła, połączonym podziemnym korytarzem z Watykanem, i zastąpiony posłusznym im sobowtórem. W taki sposób wyłudzają znaczne sumy od francuskich i włoskich arystokratów, zwłaszcza kobiet. Najważniejsza postać to jednak 19-letni (w roku 1890) urodziwy, jasnowłosy Lafcadio Wluiki (wymowa: Luki), przyrodni brat Baraglioula (ale syn nieślubny ich ojca dyplomaty, hrabiego Justusa Agenora de Baraglioula), znajomy Protosa z Paryża, nagle wzbogacony po śmierci ojca, którego wcześniej nie znał. Ten wyznawca czynu bezzasadnego z jednakową obojętnością jednego dnia ratuje dwoje małych dzieci z pożaru, a innego zabija na linii Rzym–Neapol, 5 km od Kapui, bez żadnego motywu wyrzucając go przez drzwi i poręcz mostu do wyschłego koryta rzeki Volturno współpasażera w pociągu, staruszka Amedeusza Fleurissoire'a, zresztą nieznanego mu krewnego, męża trzeciej z siostr Péterat, który dał się oszukać i przybył do Rzymu, aby ratować papieża. Ponieważ Lafcadia nic nie zatrzymuje w Europie, zamierza z Brindisi popłynąć statkiem w kierunku Jawy czy Borneo, jednak ciekaw reakcji Juliusa, który akurat był w Rzymie na kongresie socjologicznym i audiencji u papieża w sprawie Antyma, pozostaje we Włoszech. Karola Venitequa, kochanka i Lafcadia, i Protosa, i pewnej nocy nawet Fleurissoire'a, ginie zaduszona przez Protosa, którego wydała policji, sądząc, że to on był sprawcą mordu. Protos tylko przypadkiem znalazł się w tamtym miejscu, bowiem dyskretnie nadzorował Fleurissoire'a, wykonującego dla niego finansową misję, i zatarł ślady (nazwa firmy w kapeluszu, spinka od mankietu), by pomóc Lafcadiowi, ale i ukradł jego walizę. Policja uznaje Protosa za winnego (znaleziono przy nim wykrój skórki z kapelusza). Lafcadio przyznaje się Juliusowi, ale ten pozwala mu żyć na wolności; zakochana córka Juliusa Genowefa także stara się mu ułatwić ucieczkę. Julius miał zamiar napisać książkę o jakiejś bezinteresownej zbrodni, ale gdy przyjęto go do Akademii, zrezygnował z tak "nieobyczajnego" projektu. Nawet on, tak jak wiele innych rzekomo rozsądnych osób, uwierzył, że papież nie jest prawdziwy.

## Idee
Ta satyryczna farsa ukazuje szaleństwo pewnych poglądów intelektualnych. Stanowi refleksję nad wolnością i jej konsekwencjami dla siebie i innych. Teoria czynu bezinteresownego zapożycza wiele z Nietzschego i Dostojewskiego. Jest to wyzwanie rzucone Bogu i porządkowi świata, który taki uczynek zaburza w sposób zarazem absurdalny i nieprzewidywalny. Książka, która grę i czarny humor wzniosła do rangi reguły życia, zafascynowała surrealistów. W kręgach katolickich wywołała skandal. Motto pierwszej księgi brzmi: "Co się mnie tyczy, zrobiłem wybór. Rozstrzygnąłem na rzecz ateizmu społecznego. Dałem wyraz temu ateizmowi w szeregu dzieł, od piętnastu lat..." (myśl Georgesa Palante'a). Postać Lafcadia może wywodzić się z powieści Co robić? Nikołaja Czernyszewskiego (1863). Inspiracją mógł też być francuski poeta i awanturnik Arthur Cravan. Lafcadio nie uważa się za zbrodniarza, a co najwyżej za awanturnika. Jest to na pewno częściowo skutkiem burzliwego wędrownego dzieciństwa w kosmopolitycznych kręgach europejskiej arystokracji. Lafcadio robi pewne rzeczy z "szalonej ciekawości" co do reakcji ludzi, dlatego że są "trochę zabawniejsze", dlatego, by "rozpoczęła się partia", z nudy, by podjąć coś "nowego i niedorzecznego", dla ryzyka. Ludzi pospolitych nazywa "bydłem", życie jest dla niego zabawą. Z drugiej strony jest gotów do poświęceń i pomocy słabszym. Protos dzieli ludzi na "figlarzy" o wielu twarzach i skostniałe, zwyczajne "skorupiaki". Protos i Lafcadio są amoralni, są praktycznie przestępcami, choć wykształconymi i światowcami. W przypadku Lafcadia zło nie zostaje ukarane, jednak mówi on Genowefie: "Żyłem nieświadomy; zabiłem jak we śnie; to koszmar, w którym od tego czasu szamocę się...".
Występują pewne motywy homoseksualne, sugestie, że Lafcadio jest podziwiany przez dojrzałych mężczyzn, m.in. jego naga fotografia jako 15-latka.

## Księgi
- 1. Antym Armand-Dubois
- 2. Julius de Baraglioul
- 3. Amedeusz Fleurissoire
- 4. Tysiącnogi – (to nazwa bandy)
- 5. Lafcadio